# 卢·莱昂·格雷罗
卢·莱昂·格雷罗（英語：Lou Leon Guerrero，1950年11月8日—），關島政治人物，现任关岛总督。